# Domínio de Hamamatsu
O Domínio de Hamamatsu (浜松藩, Hamamatsu-han) foi um Han do Período Edo da História do Japão , localizada na Província de Tōtōmi. Seu centro de comando estava localizado no Castelo Hamamatsu na atual  cidade de Hamamatsu , em Shizuoka.  
Hamamatsu foi a residência de Tokugawa Ieyasu durante grande parte do início de sua carreira e o castelo de Hamamatsu foi apelidado de Castelo da Promoção (出世城, Shussei-jo) devido à promoção de Ieyasu ao cargo de Shōgun. O domínio era visto como um trampolim para os daimyos atingirem cargos mais elevados, na administração do shogunato Tokugawa, como por exemplo fazer parte do Rōjū ou Wakadoshiyori.

## Lista dos Daimyō
- Clã Matsudaira (Sakurai) (fudai, 1601-1609)

1. Matsudaira Tadayori (松平忠頼)(1601–1609, 50.000 koku)

- Clã Kōriki (fudai, 1619-1638)

1. Kōriki Tadafusa (高力 忠房) 1619–1638, 35.000 koku

- Clã  Matsudaira (Ogyū) (fudai) 1638-1644

1. Matsudaira Norinaga (松平(大給)乗寿) 1638–1644, 36.000 koku

- Clã Ōta (fudai) 1644-1678

1. Ōta Sukemune (太田資宗) 1644–1671 35.000 koku
2. Ōta Suketsugu (太田資次) 1671–1678 35.000 koku

- Clã Aoyama (fudai) 1678-1702

1. Aoyama Munetoshi (青山宗俊) 1678–1679 50.000 koku
2. Aoyama Tadao (青山忠雄) 1679–1685 50.000 koku
3. Aoyama Tadashige (青山忠重) 1685–1702 50.000 koku

- Clã Matsudaira (Honjō) (fudai) 1702-1729

1. Matsudaira Suketoshi (松平 資俊) 1702–1723 70.000 koku
2. Matsudaira Sukekuni (松平 資訓) 1723–1729 70.000 koku

- Clã Matsudaira (Ōkōchi/Nagasawa) (fudai) 1729-1752

1. Matsudaira Nobutoki (松平 信祝) 1729–1744 70.000 koku
2. Matsudaira Nobunao (松平 信復) 1744–1752 70.000 koku

- Clã Matsudaira (Honjō) (fudai) 1749-1768

1. Matsudaira Sukekuni (松平 資訓) 1749–1752 70.000 koku
2. Matsudaira Sukemasa (松平 資昌) 1752–1768 70.000 koku

- Clã Inoue (fudai)

1. Inoue Masatsune (井上正経) 1768-1766  60.000 koku
2. Inoue Masasada (井上正定) 1766–1786  60.000 koku
3. Inoue Masamoto (井上正甫) 1786–1817  60.000 koku

- Clã Mizuno (fudai) 1817-

1. Mizuno Tadakuni (水野忠邦) 1817–1845  60.000 koku
2. Mizuno Tadakiyo (水野 忠精) 1845–1856  60.000 koku

- Clã Inoue (fudai) 1845-1868

1. Inoue Masaharu (井上正春) 1845–1847  60.000 koku
2. Inoue Masanao (井上正直) 1847–1868  60.000 koku